# 馬西莫·當拿迪
马西莫·多纳蒂（義大利語：Massimo Donati，1981年3月26日—），意大利前足球運動員，司職中場，以準繩的傳中球見稱。退役後擔任足球教練。

## 生平

### 球會
早年
當拿迪在亞特蘭大開始他的職業生涯，18歲已成為一隊球員。2001年意甲大球會AC米蘭以1,500萬歐羅轉會費收購了他。不過，他效力AC米蘭首季只在聯賽上陣過17場。原有中場又已有葡萄牙國腳雷哥斯達、意大利國腳加度素、派路、岩布仙尼等等，加以巴西國腳卡卡的加盟，當拿迪很難在球隊取得上陣機會，結果在2002-03年賽季他被外借到帕爾馬和拖連奴。
2003-04年球季，當拿迪再以借用形式轉到另一支意甲球會森多利亞。2004-06兩年間，他再被外借到墨西拿。
當拿迪在墨西拿的兩年間表現良好，但在中場位置競爭甚為激烈的AC米蘭，始終都未獲得領隊信任，在2006年，他被外借回亞特蘭大效力。
些路迪
2007年6月29日，些路迪以 300 萬英鎊簽下當拿迪，雙方簽約 4 年。當拿迪在加盟後隨即獲派 18 號球衣，此號碼是由前隊長（Neil Lennon）所穿著過的。他在對鴨巴甸的蘇超比賽中，攻入加盟些路迪的首個入球，並交出一個助攻，些路迪最後以 3-1 勝出。
些路迪在歐冠盃首圈分組賽中被編於AC米蘭同組，給予當拿迪倒戈的機會。當拿迪在為些路迪對烏克蘭球會薩克達於補時攻入致勝一球，協助球隊取勝，最終些路迪成功出線歐冠盃16強淘汰賽。
巴里
2009年8月30日當拿迪重返意甲加盟升班馬巴里，簽約四年。

### 國家隊
當拿迪擁有目前意大利 21 歲以下國家隊上陣次數最多球員的紀錄，然而他未曾為意大利國家隊上陣過。